# Sortie de l'Église
La sortie de l'Église est le nom donné en Suisse à la démission d'une personne, avec effet dans l'ordre juridique étatique, en tant que membre d'une Église ayant un statut de droit public. Le terme allemand correspondant (« Kirchenaustritt ») est également utilisé, avec le même sens, en Allemagne et en Autriche. En effet, dans ces pays (et certains autres) l'appartenance à une Église (ou autre entité religieuse ou convictionnelle) peut avoir des conséquences juridiques, notamment en matière d'obligation de cotisation, qui peut prendre la forme d'un impôt d'Église (« Kirchensteuer »). Dans le cadre d'un tel système, la liberté religieuse requiert d'organiser la manière officielle de mettre fin à l'affiliation à une de ces Églises ou autres entités.

## Suisse
En Suisse, le statut des différentes Églises varie d'un canton à l'autre. En général, la sortie s'effectue, avec effet immédiat, par courrier recommandé adressé à la paroisse compétente, avec copie par courrier normal au bureau des impôts de la commune.

## Allemagne
En Allemagne, la sortie s'effectue soit à l'administration communale (le plus souvent au bureau de l'état civil - Bade-Wurtemberg, Bavière, Hambourg, Hesse, Mecklembourg-Poméranie antérieure, Basse-Saxe, Rhénanie-Palatinat, Sarre, Saxe, Saxe-Anhalt, Schleswig-Holstein, Thuringe), soit au greffe du tribunal d'instance (Amtsgericht) (Berlin, Brandebourg, Rhénanie-du-Nord-Westphalie); à Brême, il faut s'adresser directement à un service de l'Église concernée, mais une demande écrite, pourvue d'une signature légalisée par le bureau d'état civil, peut être adressée par voie postale à cette Église. Dans la plupart des États fédérés, cette démarche administrative est payante (entre 10 et 60 €).
La sortie libère l'intéressé de toute obligation reconnue par l'État et découlant de l'affiliation, notamment de l'obligation fiscale. Les Églises, tout en ayant des réserves d'ordre théologique, excluent en général la personne sortie des droits propres aux fidèles (notamment sacrements et obsèques).

## D'autres pays
L'Autriche connait un système comparable à celui existant en Allemagne. Certains autres pays, tels que le Danemark donnent un statut spécial avec un impôt d'Église d'une part et une procédure officielle de sortie de l'Église d'autre part à la seule religion dominante.